# Razlog
Razlog là một thị trấn thuộc tỉnh Blagoevgrad, Bungaria. Dân số thời điểm năm 2011 là 11900 người.

## Dân số
Dân số trong giai đoạn 2004-2011 được ghi nhận như sau:
| Năm | 2004  | 2005  | 2006  | 2007  | 2008  | 2009  | 2010  | 2011  |
| --- | ----- | ----- | ----- | ----- | ----- | ----- | ----- | ----- |
| Dân số | 12534 | 12539 | 12465 | 12501 | 12490 | 12499 | 12472 | 11900 |
| From the year 1962 on: No double counting—residents of multiple communes (e.g. students and military personnel) are counted only once. |       |       |       |       |       |       |       |       |